# Salida del Santo
La Salida del Santo, abreviada y coloquialmente la Salida, es un acto de carácter religioso y popular que se celebra en la Villa de Bembibre, teniendo como foco y motivo fundamental el Santo Ecce-Homo, congregando esta celebración a todas la poblaciones de la comarca, del Arciprestazgo del Boeza, y limítrofes, pues El Santo o El Santín, como popularmente es conocido, es considerado  como el patrono de todo el Bierzo Alto, desde Congosto hasta Brañuelas.
Esta manifestación, «la fiesta por antonomasia de Bembibre y su comarca», de carácter religioso y popular, con celebración septuenal, es considerada como Fiesta de interés turístico provincial, denominación honorífica otorgada por la Diputación de León.

## Salida y entrada
Los actos en que se desarrolla esta celebración giran en torno a la «salida del Santo» y a la  «entrada», correspondiendo el primero al traslado de la imagen del Santo Ecce-Homo desde su Santuario hasta la iglesia parroquial, acto revestido de gran solemnidad, en forma de procesión a la que acuden todos los párrocos del arciprestazgo, con insignias, cruces y pendones portados por los vecinos de los respectivos pueblos.
La imagen permanece en la parroquia de San Pedro durante nueve días, durante los cuales se celebra el correspondiente novenario.

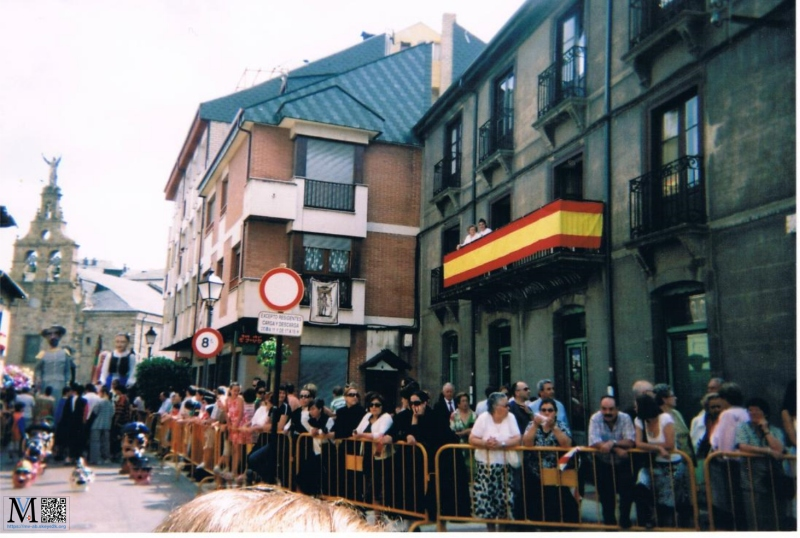
Entrada o Subida del Santo 2008 - Preparativos

Transcurrido ese periodo, se procede a la «La Entrada», también llamada «La Subida de Santo»  procesión igualmente formada por todos los párrocos del arciprestazgo, con insignias, cruces y pendones, que acompañará a la imagen en su retorno a su santuario, donde permanecerá hasta la siguiente salida, siete años después.
En tiempos pretéritos era obligatoria la asistencia a estas procesiones, al menos, de una persona por cada familia, obligación ya caída en desuso, siendo unas celebraciones seguidas mayoritariamente por los bercianos, con la asistencia de familias enteras, resultando una ocasión para el desplazamiento desde múltiples lugares, nacionales y del extranjero, lo que propicia una ocasión de convivencia social en torno a una celebración de gran arraigo popular y tradicional.

### Traslado
El Santo es trasladado sobre una carroza transaccionada por cofrades de la Cofradía del Santo Ecce-Homo, datándose su primer desfile, posiblemente, en la Salida del año 1931. Se trata de una donación de Gregorio Gutiérrez Rubio y de su esposa Luisa Pérez, aún cuando siempre se reconoció en Bembibre a la esposa como la verdadera autora del regalo. Residentes en Buenos Aires, siempre conservaron la relación con su tierra natal, realizando varias donaciones a la iglesia parroquial y al Santuario del Santo Ecce-Homo.
|         |
| Carroza |

|                             |
| Carroza, cofrades y escolta |

|                      |
| Salida del Santuario |

## Arrendamiento
Una de las singularidades que rodean esta celebración se da en la curiosa circunstancia, cuyo fundamento se desconoce, de que la imagen, mientras permanece en la iglesia parroquial, tiene que abonar a esta, por conducto de la cofradía, una
cantidad diaria en concepto de pensión.
Por otro lado, en el tiempo en que esta el Santo en la iglesia parroquial, las limosnas que se reciben son para él y no para la iglesia, pero, como se ha indicado, el Santo tiene que pagar al sacerdote un tanto por su estancia en la iglesia, circunstancias, unas y otras, que no dejarán de crear ciertas tensiones y dificultades en las relaciones entre la cofradía y los párrocos de la iglesia parroquial.  (Ver Cofradía del Santo Ecce-Homo#Aprobación de las Constituciones)

## Periodicidad

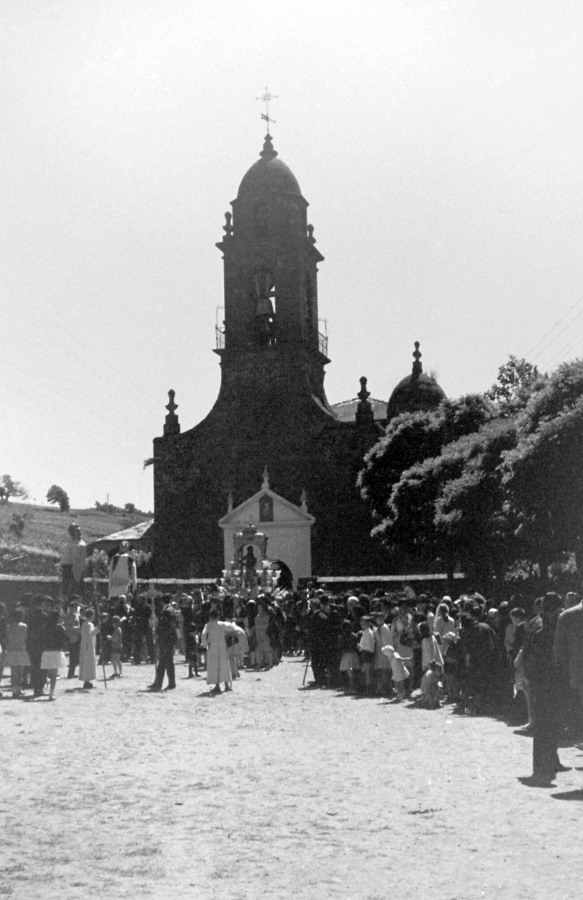
Salida del Santo 1966

Sin saber muy claramente porqué razón, sobre la cual existen diferentes hipótesis, esta celebración tiene lugar cada siete años, habiendo tenido lugar la última Salida el año 2015, entre los días 20 al 28 de junio, una fecha que no es fija, sino que la determina el  cabildo de la Cofradía del Santo Ecce-Homo.
Sobre el número siete se apuntan distintas razones, siendo una de ellas la relación, desde muy antiguo, de este número con las mitologías, un número mágico muy frecuentemente repetido en la Biblia y en el Cristianismo, habiendo tenido especial relevancia en diferentes devociones cristocéntricas, como la estación a Jesús Sacrarnentado con siete padrenuestros, o Jesucristo en la Cruz, que pronunció siete palabras, o siete eran los «dolores», junto a otras manifestaciones en la que este número toma especial significado.
Por otro lado, esta celebración no tiene fecha fija, siendo determinada por el cabildo de la cofradía. Generalmente, y según la tradición, tenía lugar en el mes de mayo, unas fechas en que las advocaciones pretenden asegurar la cosecha, muestra de la relación con el ambiente agrícola en que esta comarca se ha relacionado hasta hace pocos años. Pero esto no impide, según acuerdo del cabildo de la cofradía, para que El Santo salga en otras épocas, incluso entre los siete años, si las circunstancias y calamidades así lo requieren.
En los últimos tiempos La Salida, por acuerdo del cabildo, tiene lugar a finales del mes de junio (20-28 de junio de 2015, 21-29 de junio de 2008), unas fechas, entre otros factores, más próximas a los periodos vacacionales, propiciando así la concurrencia de las personas, un aspecto muy relevante, tanto desde la perspectiva económica como social, cuando ya las vinculaciones con los originarios beneficios a demandar al Santo, relacionados con la agricultura, resultan marginales.

### Calendario de celebración
| 1903 | 1910 | 1917 | 1924 | 1931 | 1938 | 1945 | 1952 | 1959 | 1966 | 1973 | 1980 | 1987 | 1994 | 2001 | 2008                    | 2015                    | 2022                   | 2029 |
|      |      |      |      |      |      |      |      |      |      |      |      |      |      |      | 21 de junio 29 de junio | 20 de junio 28 de junio | 25 de junio 3 de julio |      |